# Близнецы (фильм, 1992)
«Близнецы» (англ. Handsome Siblings, иер. трад. 絕代雙驕, упр. 绝代双骄, кант.-рус.: Чют той сён киу) — гонконгский боевик, снятый Эриком Цаном по сценарию Ситхоу Чёкхоня, с участием Энди Лау, Бриджит Линь и Шарлы Чён. Экранизация романа Гу Луна «Несравненная пара зазнаек».

## Сюжет
Каждые восемнадцать лет в мире боевых искусств проходит состязание за звание нового лидера. Госпожа Иуют завоёвывает титул и получает задание уничтожить банду Десяти злодеев, обитающих в Долине злодеев, за кражу благотворительных средств для жертв наводнения в Восточном Китае. Её муж Инь Намтхинь считает, что злодеи невиновны и пытается помешать жене их убить. Намтхинь, в конце концов, умудряется одержать победу в схватке, но при этом остаётся парализованным и немым. Иуют принимает девушку Фа Моукхют в качестве своей ученицы и воспитывает её, замаскированной под мужчину, чтобы та в будущем стала её преемником. Тем временем Десять злодеев принимают сына Намтхиня Малька на воспитание, чтобы в будущем он стал величайшим злодеем и победил госпожу Иуют.
Восемнадцать лет спустя юного Малька деревня злодеев посылает принять участие в турнире за титул чемпиона мира боевых искусств и разыскать двух бывших жителей деревни, укравших благотворительные деньги. Во время странствий с приёмными родителями, Большим Ртом Лэем и Красавицей Тхоу, Малёк попадает в плен во дворце к Чёрной Вдове, где ей служат рабы-мужчины. Вскоре после этого Фа Моукхют устраивает нападение на дворец, в результате которой убивает Вдову. Малёк помогает Кон Юклону, одному из рабов, сбежать во время хаоса, пересекается с Моукхют и влюбляется в неё.
Малёк, Большой Рот и Красавица приходят на собрание участников турнира, где парень снова встречает Моукхют, Юклона и его отца Кон Питхока, а также старца Пакхоя. Большой Рот, полагая, что Моукхют мужчина, разрабатывает план для Малька по его изнасилованию ради усмирения и устранения его из состязания. Они пробираются в комнату к Моукхют и добавляют возбуждающий порошок ей в вино и рассыпают по комнате, но она находит их прячущимися в её шкафу и нападает, в результате чего Большой Рот съедает часть порошка. Красавица, наблюдавшая за происходящим снаружи, приводит констебля Тхит Самлань и её подручных в комнату, где Малёк, Красавица и Большой Рот разыгрывают спектакль, угрожающий раскрыть настоящий пол Моукхют и воспользоваться шансом уйти.
В первом раунде соревнований на выбывание Малёк, Моукхют, а также отец и сын Кон выходят в финалисты, а монах Пакхой вместе с Юклоном замышляет использовать Малька и Моукхют, чтобы уничтожить госпожу Иуют и помочь Юклону стать победителем турнира. Ночью Большой Рот и Красавица маскируются под двух Верховных близнецов и заманивают Малька и Моукхют в подземную пещеру, чтобы он соблазнил её, и этот план срабатывает. Тем временем Большой Рот и Красавица сталкиваются с настоящими Верховными, ошибочно принимают их за бывших злодеев, виновных в краже благотворительности, и раскрывают свои личности, но попадают в засаду Кон Питхока. Появляется Малёк, чтобы помочь родителям сбежать, Моукхют также приходит на помощь, но её перехватывает и забирает с собой госпожа Иуют. Тем не менее, двое Верховных требуют разрешения личных конфликтов после турнира. После этого семья Кон сообщают Иуют о связи Малька с Моукхют, при этом тайно давая ей «безумное вино», снижающее энергию и способность к боевым искусствам.
Малёк встречается с Моукхют с намерением ей всё рассказать, но на неё нападает Иуют, ругающая её за влюблённость в мужчину, и заставляет девушку принять смертельную таблетку, противоядие от которой она получит только в том случае, если одержит победу над Мальком на турнире на следующий день.
На соревновании Малёк противостоит Моукхют, но она отказывается нанести сокрушающий удар по сопернику, поэтому Малька атакует её наставница, но Моукхют принимает этот удар, и Иуют бьёт ещё раз. Монах нападает на Иуют и сообщает, что Малёк её сын от Инь Намтхиня. Затем она сходит с ума из-за мысли, что причинила вред своему сыну, «безумное вино» начинает действовать и семья Кон использует возможность убить Иуют, в то время как Юклон находит противоядие против смертельной таблетки. Малёк и Моукхют убегают вместе с Большим Ртом и Красавицей. Питхок объявляется чемпионом боевого мира, после отказа его сына биться с отцом, пока не появляются двое Верховных и не раскроют его преступление по краже благотворительных средств. Питхок нападает на своего сына за его предательство и один из Верховных наносит ему удар, прежде чем Юклон разрушает болевую точку отца и получает титул чемпиона. Двое Верховных обучают Юклона технике ледяной пылающей ладони, которую тот усваивает за пару дней. В благодарность Юклон парализует их возможность заниматься боевыми искусствами, после того, как те потратили большое количество своей энергии на его обучение.
Малёк женится на тяжело раненной Моукхют на фоне таблички своей матери и на глазах у парализованного отца. Свадьбу прерывают двое Верховных, преследуемые своими врагами, но жених и Большой Рот разрешают проблему. Затем двое Верховных обучают Малька использовать энергию его отца, чтобы спасти Моукхют от смертельной таблетки, однако в итоге девушка выздоравливает, а Намтхинь умирает. Также двое наставников обучают пару технике «меча ласковой пары», чтобы победить ставшего чемпионом Юклона.
Кон Юклон берёт в заложники других членов банды десяти злодеев и публично казнит двоих из них, но его прерывают Малёк и Моукхют, угрожая убить монаха Пакхоя. Двое отводят Юклона в лес, где совместно с Большим Ртом и Красавицей сражаются с чемпионом, в результате чего пронзают его своими мечами, от чего соперника разрывает на части.

## В ролях
| Актёр        | Роль                   |
| ------------ | ---------------------- |
| Энди Лау     | Малёк                  |
| Бриджит Линь | Фа Моукхют             |
| Шарла Чён    | госпожа Иуют           |
| Ын Мантат    | Большой Рот Лэй        |
| Дини Ип      | Красавица Тхоу         |
| Фрэнсис Ын   | Кон Юклон              |
| Майкл Миу    | Инь Намтхинь           |
| Анита Юнь    | Тхит Самлань           |
| Ричард Ын    | один из двух Верховных |
| Вон Чхин     | один из двух Верховных |
| Чжан Гочжу   | Кон Питхок             |
| Син Фуйонь   | грабитель Коу Чисам    |
| Джозефин Ку  | Чёрная Вдова           |
| Фун Хаконь   | старец Пакхой          |

## Номинации
| Кинопремия                  | Категория                           | Лауреат / претендент | Результат | Источник |
| --------------------------- | ----------------------------------- | -------------------- | --------- | -------- |
| 12-я Гонконгская кинопремия | «Лучшая женская роль»               | Бриджит Линь         | Номинация | [ 4 ]    |
| 12-я Гонконгская кинопремия | «Лучшая мужская роль второго плана» | Фрэнсис Ын           | Номинация | [ 4 ]    |